# Rocamora Teatre
Rocamora Teatre és una companyia de teatre de titelles i marionetes creada per Carles Cañellas a Itàlia el 1982. Rocamora Teatre és membre de CIATRE.

## Premis i espectacles
- Premi de reconeixement a la Carrera “La Luna d'Argento 2004"[3] del Festival Internacional de Teatre de Titelles “La Luna è Azzurra" de San Miniato (Pisa) Itàlia.
- Guardó a la Millor Animació per l'espectacle SOLISTA al “11th. World Festival of Puppet Art 2007"[4] de Praga, Txèquia.